# Dialium patens
Dialium patens är en ärtväxtart som beskrevs av John Gilbert Baker. Dialium patens ingår i släktet Dialium och familjen ärtväxter. Inga underarter finns listade i Catalogue of Life.